# Thunbergia rogersii
Thunbergia rogersii är en akantusväxtart som beskrevs av William Bertram Turrill. Thunbergia rogersii ingår i släktet thunbergior, och familjen akantusväxter. Inga underarter finns listade i Catalogue of Life.